# لیوونیا (پنسیلوانیا)
لیوونیا (به انگلیسی: Livonia) یک منطقهٔ مسکونی در ایالات متحده آمریکا است که در پنسیلوانیا واقع شده‌است. لیوونیا ۴۵۶٫۹ متر بالاتر از سطح دریا قرار دارد.